# Flygel (dubbeldörr)
Flygel kallas en halva av en dubbeldörr, vanligen syftande på de yttre, målade flyglarna på ett altarskåp.